# Środkowe Visayas

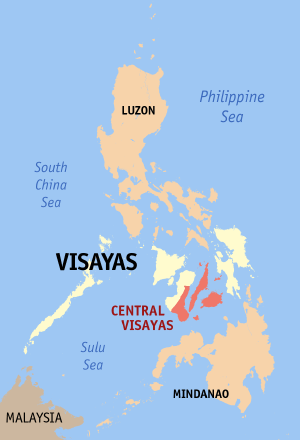
Położenie regionu Środkowe Visayas

Środkowe Visayas (Region VII) – jeden z 17 regionów Filipin, położony w środkowej części Visayas. W skład regionu wchodzą 4 prowincje: 
- Bohol
- Cebu
- Negros Oriental
- Siquijor

Ośrodkiem administracyjnym jest miasto Cebu City w prowincji Cebu. 
Powierzchnia regionu wynosi 14 951 km². W 2010 roku jego populacja liczyła 6 800 180 mieszkańców.